# Hellenic Train
Hellenic Train S.A. fino al 2022 conosciuta come TrainOSE S.A. (in greco: ΤραινΟΣΕ Α.Ε.), è una società di trasporto ferroviario che attualmente gestisce tutti i treni passeggeri e merci che operano sulle linee OSE. La società ha fatto parte del gruppo OSE fino al 2008, quando è diventata una società pubblica indipendente. TrainOSE impiega tutti i treni, gli equipaggi e gli operatori e gestisce i servizi ferroviari in tutta la rete ferroviaria greca, ma non possiede nulla del materiale rotabile che utilizza, ottenendolo in leasing dalla proprietaria OSE (circa 1 100 tra locomotive e convogli nel 2015). Dal 14 settembre 2017 la società è entrata a far parte del gruppo Ferrovie dello Stato Italiane.

## Storia

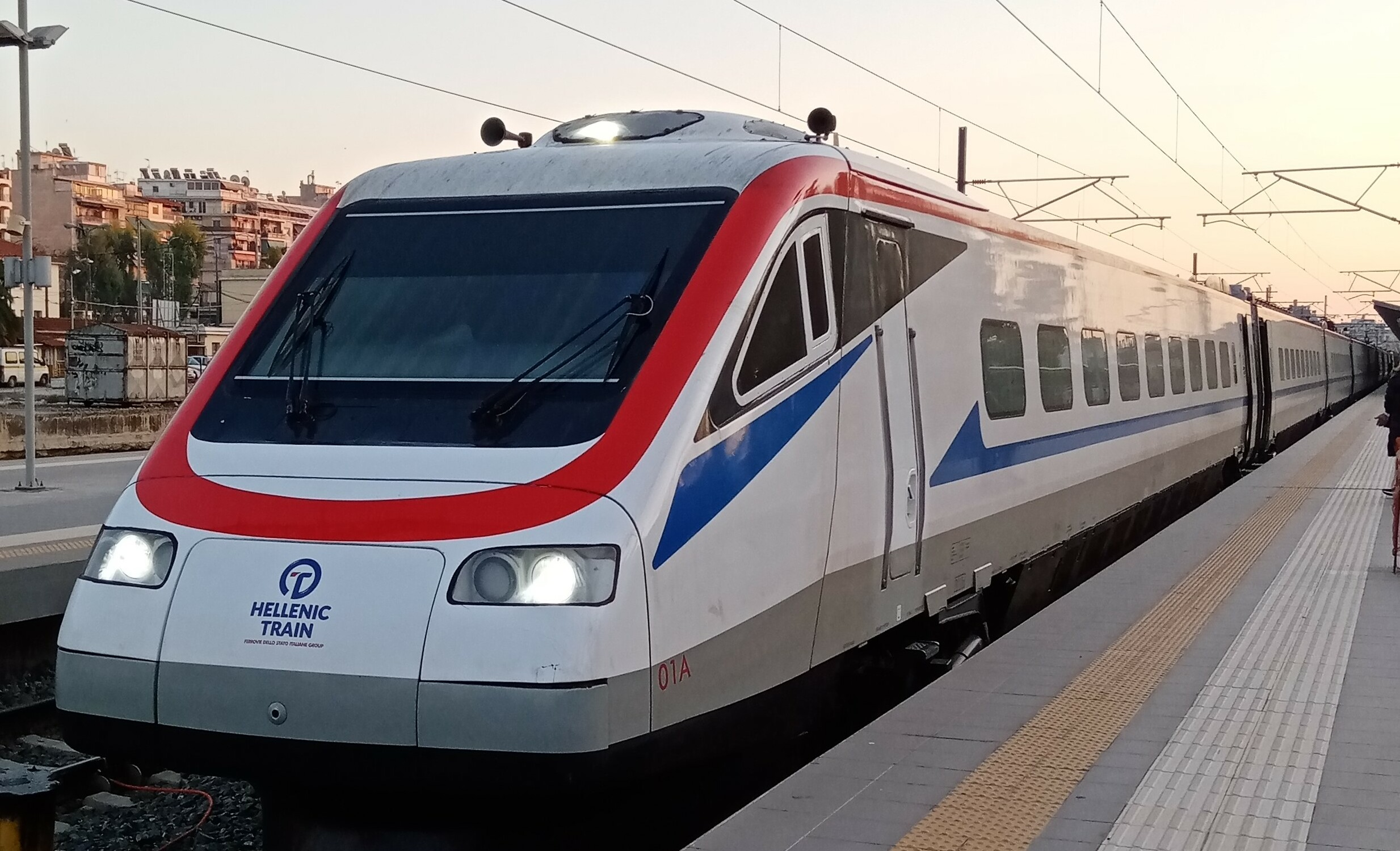
Treno di HT nella stazione di Atene

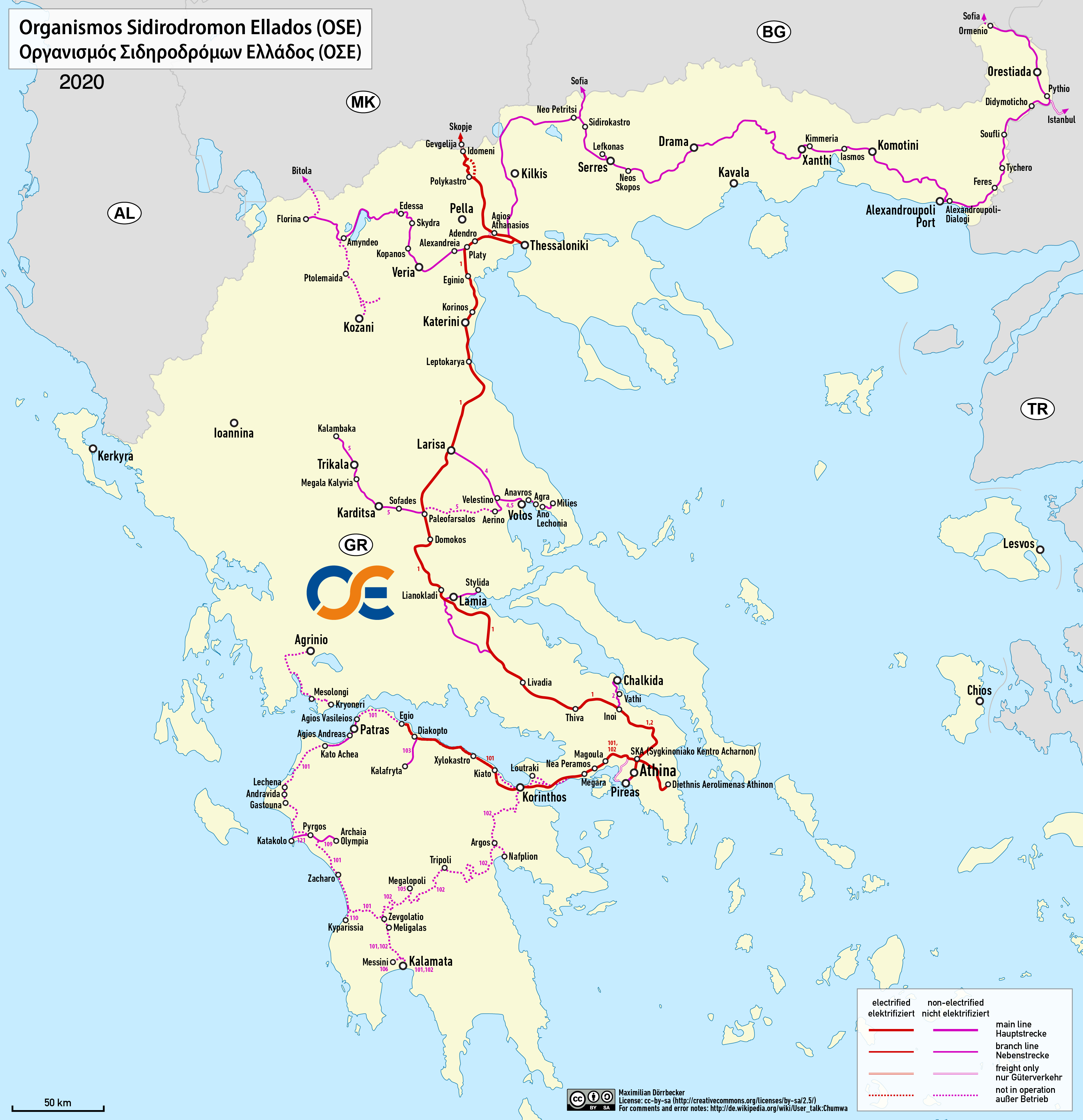
La rete delle ferrovie elleniche attuali e in costruzione

TrainOSE è stata fondata il 19 dicembre 2005 come una controllata al 100% del gruppo OSE, le ferrovie dello stato greche. Dal 2007 ha preso il controllo di tutte le attività operative e di gestione del trasporto ferroviario del gruppo (passeggeri, merci ecc.), operando come una società indipendente, secondo le leggi europee che regolano la separazione della gestione della rete dall'offerta commerciale per il trasporto ferroviario. La società ha sede ad Atene, ma ha diversi uffici sparsi sul territorio greco che servono tutta la rete dei servizi offerti.
Nel 2007 TrainOSE ha anche acquisito Proastiakós, un'altra società del gruppo OSE, che gestisce i servizi ferroviari suburbani di Atene, Salonicco e Patrasso. Il 12 dicembre 2008 il gruppo OSE ha trasferito tutte le sue quote di proprietà della società TrainOSE allo stato greco, che ne è divenuto il solo proprietario.

### Privatizzazione
Nell'aprile 2013 la proprietà è stata trasferita dallo stato greco al Hellenic Republic Asset Development Fund, il fondo che gestisce la privatizzazione delle società pubbliche greche. Nel luglio 2013 è stata così lanciata una gara internazionale per la privatizzazione di TrainOSE; il 6 luglio 2016 è stato annunciato che il gruppo Ferrovie dello Stato Italiane ha presentato l'unica offerta per acquisire il 100% della società. L'offerta di 45 milioni di euro per l'acquisto del 100% delle quote di TrainOSE presentata da Ferrovie dello Stato Italiane è stata accettata dall'agenzia di privatizzazione il 14 luglio 2016.
La conclusione e la firma dell'accordo per la cessione di TrainOSE tra HRADF e Ferrovie dello Stato italiane è avvenuta il 18 gennaio 2017. L'acquisizione ha avuto effetto il 14 settembre 2017, con la chiusura definitiva dell'accordo nell'ambito del vertice bilaterale Italia-Grecia a Corfù.
All'inizio del 2021 la compagnia ha acquistato da Trenitalia 5 ETR 470 destinati all'esercizio tra Atene e Salonicco a partire dal 15 maggio 2022. Nel giugno 2021 dopo l'arrivo dei primi ETR 470 in Grecia, su alcuni treni gestiti dalla società è comparso il nome Hellenic Train.

### Incidente ferroviario di Larissa
Il 28 febbraio 2023 si è verificato il peggior disastro ferroviario della storia greca che ha provocato la morte di 57 persone in uno scontro tra due treni a nord di Larissa.
Un treno passeggeri proveniente da Atene si è scontrato con un treno merci proveniente da Salonicco. I due treni appartenevano alla società Hellenic Train, e fra i 57 morti, 9 erano dipendenti della stessa società.
L'incidente ha messo in evidenza l'arretratezza dei sistemi di circolazione utilizzati dal gestore dell'infrastruttura OSE e ha spinto l'Unione Europea ad avviare un'indagine sulla tematica della sicurezza ferroviaria.